# Ambassade de Pologne au Maroc
L'ambassade de Pologne au Maroc (Ambasada Rzeczypospolitej Polskiej w Rabacie) est la représentation diplomatique de la République de Pologne auprès du Royaume du Maroc. Elle est située à Rabat, la capitale du pays.
Outre le Royaume du Maroc, l'ambassadeur de Pologne à Rabat est également accrédité auprès de la République islamique de Mauritanie.

## Ambassade
L'ambassade est située au 23 avenue Oqbah, à Rabat, au Maroc. Elle accueille aussi une section consulaire. L'établissement comprend une unité des affaires politiques et économiques et un bureau des affaires administratives et financières.

## Histoire
La Pologne a établi des relations diplomatiques avec le Maroc en juillet 1959.